# Тель-Авив — Университет
Тель-Авив — Университет (ивр. תחנת הרכבת תל אביב – אוניברסיטה‎) — станция Израильских железных дорог, расположенная на севере Тель-Авива. Находится в центре шоссе Аялон, недалеко от выставочного комплекса «Мерказ ха-йеридим» и Тель-Авивского университета.

## История
Станция была построена в 2000 году как пассажирская станция для обслуживания Тель-Авивского университета и посетителей выставочного центра. Открылась 26 октября 2000 г.. Его спроектировали архитекторы Эррол Пакер и Саадия Мендель. Из-за больших отклонений в бюджете при строительстве в целях экономии пошли на компромиссы в проектировании. Так, например, урезали длину навеса над платформами и не строили эскалаторов от станции к университету.
Планируется, что станция будет соединена с зелёной веткой тель-авивского метро, которая будет построена у восточного выхода, перед входом в Экспо Тель-Авив. Станция будет представлять собой приподнятое здание, которое с одной стороны будет соединено с подвесным мостом, ведущим к университету, а с другой стороны — с мостом, который пройдет через Сдерот-Роках в сторону парка Яркон и района Рамат-Хайаль. Эта линия позволит легко добраться от станции до всего северного Тель-Авива. Кроме того, планируется построить эскалатор, который будет напрямую связан с университетским городком.

## Примечания

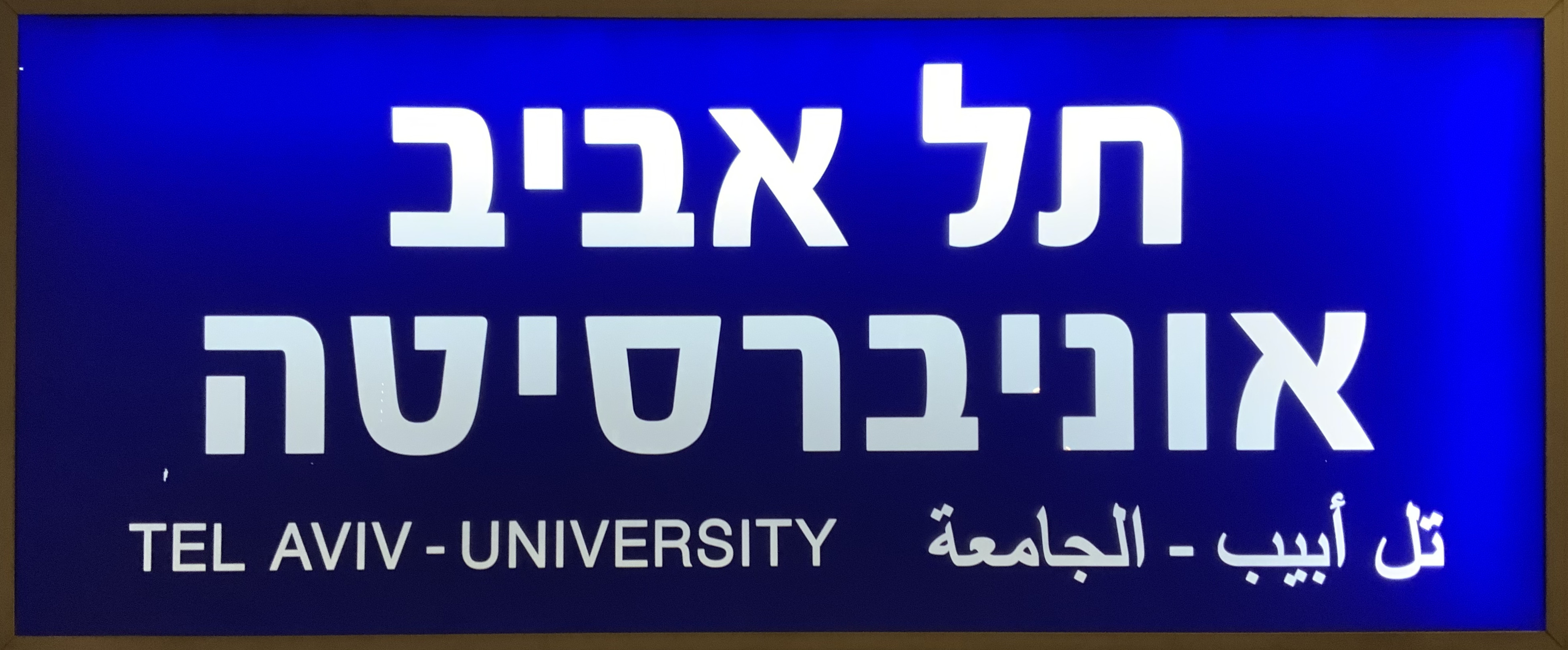